# Municipio de Canosia
El municipio de Canosia (en inglés: Canosia Township) es un municipio ubicado en el condado de St. Louis en el estado estadounidense de Minnesota. Canosia es un nombre de la palabra ojibwe ginoozhe que significa "lucio europeo". Cuando llegó 2010 tenía una población de 2158 habitantes y una densidad poblacional de 23,37 personas por km².

## Geografía
El municipio de Canosia se encuentra ubicado en las coordenadas 46°53′28″N 92°15′26″O / 46.89111, -92.25722. Según la Oficina del Censo de los Estados Unidos, el municipio tiene una superficie total de 92.32 km², de la cual 80,86 km² corresponden a tierra firme y (12,41 %) 11,46 km² es agua.

## Demografía
Según el censo de 2010, había 2158 personas residiendo en el municipio de Canosia. La densidad de población era de 23,37 hab./km². De los 2158 habitantes, el municipio de Canosia estaba compuesto por el 96,66 % blancos, el 0,65 % eran afroamericanos, el 1,07 % eran amerindios, el 0,19 % eran asiáticos, el 0,14 % eran de otras razas y el 1,3 % eran de una mezcla de razas. Del total de la población el 0,51 % eran hispanos o latinos de cualquier raza.